# Vadim Kravchenko
Pour les articles homonymes, voir Kravtchenko.
Vadim Kravchenko (en russe : Вадим Владимирович Кравченко, né le 4 mai 1969 à Almaty) est un coureur cycliste kazakh.

## Palmarès sur route
- 1990
  - 2e du Tour de Turquie
- 1993
  - 2ea étape du Tour de Basse-Saxe
- 1994
  - Une étape du Tour de Taïwan
- 1995
  - 2e du Tour de Turquie
- 1998
  - Tour d'Égypte
- 2000
  - Tour de Roumanie
  - 2e étape du Tour de Turquie
  - 2e du Tour de Turquie
- 2001
  -  Champion du Kazakhstan du contre-la-montre
  - 1re étape du Tour d'Égypte
  - 6e étape du Tour de Turquie
  - 3e du Tour d'Égypte
- 2002
  - 2e étape du Tour d'Égypte
  - 7e étape du Tour d'Arabie saoudite
  - 3e du Tour d'Égypte
- 2003
  - 4e étape du Tour de Serbie

## Palmarès sur piste

### Palmarès année par année
- 1987
  -  Champion du monde de poursuite par équipes juniors (avec Valeri Baturo, Mikhail Orlov et Dimitri Zhdanov)
- 1989
  - 3e du championnat d'URSS de course aux points
- 1991
  -  Médaillé d'argent de la poursuite par équipes (avec Evgueni Berzin, Vladislav Bobrik et Dmitri Nelyubin)
- 1995
  -  Champion d'Asie de poursuite individuelle
- 1998
  -  Médaillé d'or de la poursuite individuelle aux Jeux asiatiques de Bangkok
  -  Médaillé d'argent de la poursuite par équipes aux Jeux asiatiques de Bangkok (avec Dmitriy Muravyev, Vladimir Bushanskiy et Valeriy Titov)
- 1999
  -  Champion d'Asie de poursuite individuelle
- 2001
  -  Champion d'Asie de poursuite individuelle
  - 3e de la poursuite individuelle de la manche de coupe du monde d'Ipoh
- 2002
  -  Médaillé d'or de la poursuite individuelle aux Jeux asiatiques de Busan
  -  Médaillé de bronze de la poursuite par équipes aux Jeux asiatiques de Busan (avec Vladimir Bushanskiy, Andrey Kashechkin et Dmitriy Muravyev)
- 2003
  -  Médaillé d'argent de la poursuite individuelle aux championnats du monde B

### Places d'honneur
- 1996
  - 14e de la poursuite individuelle des Jeux olympiques d'Atlanta
- 2000
  - 17e de la poursuite individuelle des Jeux olympiques de Sydney